# Хрелін-Огулинський
45°17′ пн. ш. 15°11′ сх. д. / 45.29° пн. ш. 15.18° сх. д.
Хрелін-Огулинський (хорв. Hreljin Ogulinski) — населений пункт у Хорватії, в Карловацькій жупанії у складі міста Огулин.

## Населення
Населення за даними перепису 2011 року становило 549 осіб.
Динаміка чисельності населення поселення: